# Ezra Feivel Vogel
Ezra Feivel Vogel (11 de julho de 1930 – 20 de dezembro de 2020) foi professor emérito de Ciências Sociais da Universidade Harvard e escreveu sobre o Japão, China e Ásia em geral.

## Vida
Nasceu em 1930 em Delaware, Ohio. Formou-se em Ohio Wesleyan University em 1950 quando recebeu seu Ph.D. do Departamento de Relações Sociais de Harvard em 1958. Enquanto frequentava Ohio Wesleyan, Vogel era membro da fraternidade Beta Sigma Tau (que mais tarde se fundiu com a fraternidade [Pi Lambda Phi]). 
Ele então foi ao Japão por dois anos para estudar o japonês e realizar pesquisas, entrevistando famílias de classe média.

## Carreira
Em 1960-1961 foi professor assistente na Universidade de Yale e de 1961-1964 um pós-doutorado em Harvard, estudando a língua e história do idioma chinês. Permaneceu em Harvard, tornando-se palestrante em 1964 e, em 1967, professor. Aposentou-se do ensino em 30 de junho de 2000. Desde a aposentadoria, ele publicou um livro sobre Deng Xiaoping e sua época.
Foi Diretor do Programa de Relações EUA-Japão no Center for International Affairs (1980–1987) e, desde 1987, Diretor Honorário. 
Atuou como presidente do grupo de graduação em Estudos do Leste Asiático desde a sua criação em 1972 até 1991. Como Diretor do [Fairbank Centre for Chinese Studies | Fairbank Centre for East Asian Studies]] entre 1973-1975  e 1995-1999.  Tendo sido primeiro diretor do Centro da Ásia (1997-1999). Aposentou-se do ensino em 2000.
Ao longo de uma carreira produtiva, publicou dezenas de artigos, resenhas e conferências, grandes livros sobre a China, o Japão e as relações entre os EUA e o Leste Asiático, e organizou conferências acadêmicas e políticas sobre diversos temas. Como chefe de grupo de estudos de graduação do Leste Asiático (major), ele apoiou muitos estudantes em seus estudos iniciais e, como supervisor de pós-graduação, estimulou a carreira de dezenas de doutores. De 1993 a 1995, Vogel tirou dois anos de licença do ensino e serviu como Oficial Nacional de Inteligência dos EUA para o Leste da Ásia. Com base em seu trabalho de campo original no Japão, ele escreveu New Middle Class do Japão (1963). Um livro baseado em vários anos de entrevistas e materiais de leitura da China,  Canton Under Communism  (1969), ganhou o prêmio de livro do ano da faculdade Harvard University Press. Seu livro, Japan as Number One: Lessons for America (1979), tornou-se best-seller no Japão. Em Comeback (1988), ele sugeriu coisas que a América poderia fazer para responder ao desafio japonês. Ele passou oito meses em 1987, a convite do Governo Provincial de Guangdong, estudando o progresso da província desde que assumiu a liderança na reforma econômica em 1978. Os resultados são relatados em "Um passo à frente na China: Guangdong sob Reforma". '(1989). 
Suas Conferências Reischauer foram publicadas em Os Quatro Pequenos Dragões: A Propagação da Industrialização na Ásia Oriental (1991).
Atualizou suas opiniões sobre o Japão em Is Japan Still Number One? (2000). Ele visitou o leste da Ásia pelo menos uma vez por ano desde 1958 e passou um total de seis anos na Ásia. Muitas das vezes em palestra na Ásia, em chinês e japonês. Desde 2000, ele organizou uma série de conferências entre acadêmicos chineses, japoneses e ocidentais para trabalhar em conjunto para examinar a Guerra da China de 1937 a 1945.

## Morte
Vogel morreu em 20 de dezembro de 2020 em Cambridge, aos 90 anos, devido a complicações de uma cirurgia.

## Trabalhos
Segue no âmbito geral, as estatísticas derivadas de artigos sobre Ezra Vogel, OCLC / WorldCat que abrange aproximadamente mais de 150 trabalhos em mais de 400 publicações em 12 idiomas e mais de 14.900 propriedades de bibliotecas. 
- Uma introdução moderna à família  (1960), com Norman W. Bell
- Nova Classe Média do Japão; o homem do salário e sua família em um Subúrbio de Tóquio (1963)

Cantão sob o comunismo; Programas e política em uma capital provincial, 1949-1968  (1969)
- 'Organização Japonesa Moderna e Tomada de Decisão' (1975)
- "O Japão como número um: lições para a América" (1979)
- Comeback, Case by Case: Construindo o ressurgimento do negócio americano '(1985)
- Ideologia e Competitividade Nacional: uma Análise de Nove Países  (1987)
- "Um passo à frente na China: Guangdong sob Reforma." (1989)
- Sociedade Chinesa na Véspera de Tiananmen: O Impacto da Reforma  (1990), com Deborah Davis
- Os Quatro Pequenos Dragões: A Propagação da Industrialização na Ásia Oriental  (1993) ISBN 9780674315266  O 1990 Edwin O. Reischauer Lectures
- "Vivendo com a China: Relações EUA / China no século XXI" (1997).
- O Japão ainda é o número um?  (2000)
- A Idade de Ouro do Triângulo EUA-China-Japão, 1972-1989  (2002), com Ming Yuan e Akihiko Tanaka
- China at War: Regiões da China, 1937-1945  (2007), com Stephen R. Mackinnon, Diana Lary
- Deng Xiaoping e a transformação da China  (2011) ISBN 978-0-674-05544-5
- The Park Chung Hee Era: A transformação da Coréia do Sul  (2011) ISBN 9780674058200